# غوستاف باور
غوستاف باور (بالإنجليزية: Gustave Bauer)‏ هو مصارع هاوي أمريكي، ولد في 3 أبريل 1884 في نيوآرك في الولايات المتحدة، وتوفي في القرن العشرين.

## وصلات خارجية
- غوستاف باور على موقع أوليمبيديا (الإنجليزية)